# گای گنابویو
گای گنابویو (انگلیسی: Guy Gnabouyou؛ زادهٔ ۱ دسامبر ۱۹۸۹) بازیکن فوتبال اهل فرانسه است.
از باشگاه‌هایی که در آن بازی کرده‌است می‌توان به باشگاه فوتبال المپیک مارسی، باشگاه فوتبال پاریس، و باشگاه فوتبال اینتر تورکو اشاره کرد.
وی همچنین در تیم ملی فوتبال زیر ۲۱ سال فرانسه بازی کرده‌است.